# HD 37519
HD 37519，又名BD+31 1048，SAO 58319、HR 1938，是一颗恒星，视星等为6.04，位于銀經177.37，銀緯0.35，其B1900.0坐标为赤經5h 34m 7.6s，赤緯+31° 0.35′ 13″。